# C8orf46
C8orf46 (англ. Chromosome 8 open reading frame 46) – білок, який кодується однойменним геном, розташованим у людей на короткому плечі 8-ї хромосоми. Довжина поліпептидного ланцюга білка становить 207 амінокислот, а молекулярна маса — 22 584.
| 10         |  | 20         |  | 30         |  | 40         |  | 50         |
| ---------- |  | ---------- |  | ---------- |  | ---------- |  | ---------- |
| MMHQIYSCSD |  | ENIEVFTTVI |  | PSKVSSPARR |  | RAKSSQHLLT |  | KNVVIESDLY |
| THQPLELLPH |  | RGDRRDPGDR |  | RRFGRLQTAR |  | PPTAHPAKAS |  | ARPVGISEPK |
| TSNLCGNRAY |  | GKSLIPPVPR |  | ISVKTSASAS |  | LEATAMGTEK |  | GAVLMRGSRH |
| LKKMTEEYPA |  | LPQGAEASLP |  | LTGSASCGVP |  | GILRKMWTRH |  | KKKSEYVGAT |
| NSAFEAD    |  |            |  |            |  |            |  |            |

A: Аланін

C: Цистеїн

D: Аспарагінова кислота

E: Глутамінова кислота

F: Фенілаланін

G: Гліцин

H: Гістидин

I: Ізолейцин

K: Лізин

L: Лейцин

M: Метіонін

N: Аспарагін

P: Пролін

Q: Глутамін

R: Аргінін

S: Серин

T: Треонін

V: Валін

W: Триптофан

Задіяний у такому біологічному процесі, як альтернативний сплайсинг. 